# ザ・チック・コリア・エレクトリック・バンド
『ザ・チック・コリア・エレクトリック・バンド』（The Chick Corea Elektric Band）は、チック・コリア率いる「チック・コリア・エレクトリック・バンド」が1986年に発表したスタジオ・アルバム。

## 背景
エレクトリック・バンドは1985年初頭にコリア、ジョン・パティトゥッチ、デイヴ・ウェックルのトリオとして結成されたが、1986年にはギタリストのスコット・ヘンダーソンを迎えて4人編成となった。ただし、ヘンダーソンは本作では部分的な参加にとどまり、カルロス・リオスがギターを弾いた曲もある。ヘンダーソンの2019年のインタビューによれば、バンドの方向性に関してコリアと意見が合わず、短期間でエレクトリック・バンドを解雇されたとのことで、「彼（コリア）はダンスのステップを踏み、私にもロック・スターみたいにステージの中央でソロを弾くことを要求して、全くのトップ40バンドだった」「私は彼に『ラスベガスのレヴューを運営するならともかく、これはジャズ・グループなんじゃないか』と言った」と語っている。
本作はコリアのキャリアにおいて、リターン・トゥ・フォーエヴァー解散以来のエレクトリック・ジャズに特化した作品とみなされており、コリア自身は当時「考えの古い人々を嫌っているわけではないけど、私は若者にこそ自分の音楽を伝えたかった」とコメントしている。なお、リズム隊を務めたパティトゥッチとウェックルは、後にコリアの別プロジェクト「チック・コリア・アコースティック・バンド」にも参加した。

## 反響・評価
『ビルボード』のジャズ・アルバム・チャートでは6位に達した。スコット・ヤナウはオールミュージックにおいて5点満点中3点を付け「音楽的才能の高さ、各プレイヤーの個性、そしてコリアの多彩な曲作りによって、エレクトリック・バンドはすぐに1980年代後半を代表するフュージョン・グループの一つとなった」と評している。

## 収録曲
特記なき楽曲はチック・コリア作曲。オリジナルLPは8曲入りだが、同時期に発売されたCDには「シティ・ゲイト」、「オール・ラヴ」、「シルヴァー・テンプル」が追加された。
1. シティ・ゲイト - "City Gate" - 0:54
2. ランブル - "Rumble" - 4:06
3. サイド・ウォーク - "Side Walk" (Chick Corea, John Patitucci, Dave Weckl) - 3:52
4. クール・ウィーゼル・ブギ - "Cool Weasel Boogie" - 6:46
5. ゴット・ア・マッチ? - "Got a Match?" - 5:43
6. エレクトリック・シティ - "Elektric City" - 4:10
7. ノー・ゾーン - "No Zone" - 5:33
8. キング・コックローチ - "King Cockroach" - 6:56
9. インディア・タウン - "India Town" - 5:08
10. オール・ラヴ - "All Love" - 5:48
11. シルヴァー・テンプル - "Silver Temple" - 8:38

## 参加ミュージシャン
トラック・ナンバーはCDに準拠。
- チック・コリア - キーボード、シンセサイザー、シンクラヴィア、シーケンサー、ゴング
- ジョン・パティトゥッチ - 6弦エレクトリックベース(on #1, #5, #8, #9, #11)、アコースティック・ベース(on #4, #7, #10)、フェンダー・ジャズベース(on #6, #8)
- デイヴ・ウェックル - ドラムス(all songs)、シモンズ(on #1, #2, #3, #6, #7, #9)、ドラムマシン(on #1, #3, #7, #8, #9, #11)、パーカッション(on #2)
- スコット・ヘンダーソン - エレクトリック・ギター(on #1, #8, #11)
- カルロス・リオス - エレクトリック・ギター(on #3, #4, #6)